# Джексон (Теннессі)
Джексон (англ. Jackson) — місто (англ. city) в США, в окрузі Медісон штату Теннессі. Населення — 68 205 осіб (2020).

## Географія
Джексон розташований за координатами 35°38′57″ пн. ш. 88°49′50″ зх. д. / 35.64917° пн. ш. 88.83056° зх. д. (35.649137, -88.830597).  За даними Бюро перепису населення США, в 2010 році місто мало площу 139,16 км², уся площа — суходіл. В 2017 році площа становила 151,42 км², з яких 151,39 км² — суходіл та 0,03 км² — водойми.

### Клімат
| Клімат : Джексон      | Клімат : Джексон | Клімат : Джексон | Клімат : Джексон | Клімат : Джексон | Клімат : Джексон | Клімат : Джексон | Клімат : Джексон | Клімат : Джексон | Клімат : Джексон | Клімат : Джексон | Клімат : Джексон | Клімат : Джексон | Клімат : Джексон |
| Показник              | Січ.             | Лют.             | Бер.             | Квіт.            | Трав.            | Черв.            | Лип.             | Серп.            | Вер.             | Жовт.            | Лист.            | Груд.            | Рік              |
| Середній максимум, °C | 10,0             | 11,7             | 16,1             | 22,2             | 26,7             | 31,1             | 32,8             | 32,8             | 29,4             | 23,9             | 16,1             | 11,1             | 22,2             |
| Середній мінімум, °C  | −0,6             | 0,6              | 3,9              | 9,4              | 13,9             | 18,3             | 20,0             | 19,4             | 15,6             | 8,9              | 3,3              | 0,6              | 9,4              |
| Норма опадів, мм      | 163              | 122              | 135              | 114              | 102              | 107              | 117              | 86               | 86               | 66               | 109              | 112              | 1316             |
| --------------------- | ---------------- | ---------------- | ---------------- | ---------------- | ---------------- | ---------------- | ---------------- | ---------------- | ---------------- | ---------------- | ---------------- | ---------------- | ---------------- |
| Джерело: Weatherbase  |                  |                  |                  |                  |                  |                  |                  |                  |                  |                  |                  |                  |                  |

## Демографія
Згідно з переписом 2010 року, у місті мешкало 65 211 осіб у 25 191 домогосподарстві у складі 15 951 родини. Густота населення становила 469 осіб/км².  Було 28052 помешкання (202/км²).
Расовий склад населення:
| - 49,2 % — білих - 45,7 % — чорних або афроамериканців - 1,2 % — азіатів - 0,2 % — корінних американців - 2,3 % — осіб інших рас |

До двох чи більше рас належало 1,5 %. Частка іспаномовних становила 4,0 % від усіх жителів.
За віковим діапазоном населення розподілялося таким чином: 24,7 % — особи молодші 18 років, 62,6 % — особи у віці 18—64 років, 12,7 % — особи у віці 65 років та старші. Медіана віку мешканця становила 33,8 року. На 100 осіб жіночої статі у місті припадало 86,0 чоловіків;  на 100 жінок у віці від 18 років та старших — 81,4 чоловіків також старших 18 років.
Середній дохід на одне домашнє господарство  становив 57 288 доларів США (медіана — 38 153), а середній дохід на одну сім'ю — 70 013 долари (медіана — 50 592). Медіана доходів становила 40 546 доларів для чоловіків та 33 088 доларів для жінок. За межею бідності перебувало 24,0 % осіб, у тому числі 36,4 % дітей у віці до 18 років та 11,1 % осіб у віці 65 років та старших.
Цивільне працевлаштоване населення становило 28 678 осіб. Основні галузі зайнятості: освіта, охорона здоров'я та соціальна допомога — 29,5 %, роздрібна торгівля — 15,1 %, виробництво — 12,7 %, мистецтво, розваги та відпочинок — 10,8 %.